# 14597 Waynerichie
14597 Waynerichie (1998 SV57) là một tiểu hành tinh vành đai chính.